# Symmachia leena
Espèce
Symmachia leena est un insecte lépidoptère appartenant à la famille  des Riodinidae et au genre Symmachia.

## Taxonomie
Symmachia leena a été décrit par William Chapman Hewitson en 1870.

### Sous-espèces
- Symmachia leena leena
- Symmachia leena harmodius Godman & Salvin, 1886; présent en Colombie.
- Symmachia leena punctata Butler, 1877; présent au Brésil et en Guyane[1].
- Symmachia leena harveyi Brévignon, 1998; en Guyane[2].

Callaghan et Lamas dans leur liste de 2004 considèrent Symmachia leena harveyi comme un synonyme de Symmachia leena punctata ce qui reste à prouver.

### Nom vernaculaire
Symmachia leena se nomme Rusted Metalmarken anglais 

## Description
Symmachia leena est un papillon au corps à bandes et extrémité orange, bord costal bossu, apex des antérieures pointu et angle anal des postérieures anguleux. Le dessus est marron cuivré orné d'orange avec aux ailes antérieures chez le mâle quelques taches orange  et le long du bord interne, quelques taches jaune le long du bord costal et un poudrage bleu métallisé à la partie basale du bord costal. Chez la femelle existe aux ailes antérieures une bande submarginale orange partielle marquée de gros points marron. Les ailes postérieures sont marron cuivré avec une plage centrale orange à bords sinueux.
Le revers est marron chocolat clair avec quelques taches blanches surtout aux ailes postérieures.

## Biologie
En Guyane l'imago a été observé en décembre et en mai juin.

## Écologie et distribution
Symmachia leena est présent à Panama, au Nicaragua, en Colombie, au Brésil et en Guyane,.

### Biotope
Symmachia leena réside dans les arbres au sommet des collines. Les mâles se perchent sur la pointe de feuilles à une hauteur de trois à six mètres.

### Protection
Pas de statut de protection particulier.